# The Cradle
The Cradle (La cuna en Hispanoamérica) es una película de terror canadiense del 2007 dirigida por Tim Brown. La película se estrenó el 31 de julio de 2007 en Canadá.

## Argumento
Cuando Frank y Julie se trasladan a un pequeño pueblo aislado con su hijo Sam, ellos se enferman. Impulsado por las terribles pesadillas de tortura que se hacen realidad Frank le pide a una mujer del lugar,Helen que cuide a Sam mientras éste busca desesperadamente una manera de poner fin a esta maldición sobre su familia. Cuando descubre que están siendo torturados por el espíritu vengativo de un niño que fue enterrado vivo años antes, Frank es empujado al borde de la locura en su intento de detener al fantasma y salvar a su familia estando a punto de morir.

## Reparto
- Lukas Haas - Frank
- Emily Hampshire - Julie
- Amanda Smith - Helen
- Libby Adams - Julie de joven
- Trevor Bain - Papá de Helen
- Ellisa Madeline Marks - Sam

## Producción

### Rodaje
La producción de la película comenzó a grabarse el 29 de mayo de 2006, y finalizó el 25 de agosto de 2006.
- Datos: Q19007197
- Multimedia: The Cradle (1922 film) / Q19007197